# بيرت شنايدر (ملاكم)
بيرت شنايدر (يوليو 1897 – 20 فبراير 1986) هو ملاكم كندي راحل، مثّل بلاده في الألعاب الأولمبية الصيفية 1920.

## روابط خارجية
بيرت شنايدر على موقع بوكس ريك (الإنجليزية) (registration required)
- بيرت شنايدر على موقع اللجنة الأولمبية الدولية (الإنجليزية)
- بيرت شنايدر على موقع أوليمبيديا (الإنجليزية)
- بيرت شنايدر على موقع اللجنة الأولمبية الكندية (الإنجليزية)
- بيرت شنايدر على موقع قاعة كندا للمشاهير الرياضية (الإنجليزية)